# 紹特庫夫卡河
49°55′23″N 18°27′37″E / 49.92306°N 18.46028°E

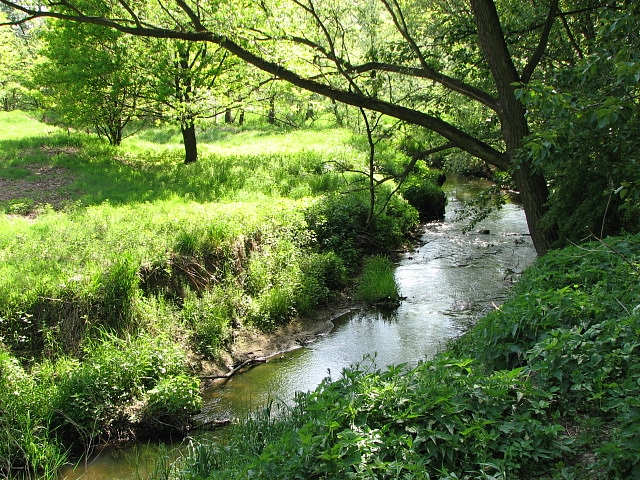

紹特庫夫卡河是波蘭的河流，位於該國南部，處於西里西亞省，距離首都華沙300公里，屬於奧爾扎河的右支流，河道全長21公里，流域面積105平方公里。